# Седова, Мария Владимировна
Мари́я Влади́мировна Седо́ва (18 октября 1930, Москва — 23 сентября 2004, Москва) — российский археолог-славист, доктор исторических наук.

## Биография
Родилась в Москве в семье поэта Владимира Александровича Луговского и Тамары Эдгаровны Груберт. С 1941—1944 вместе с детьми писателей находилась в эвакуации в городе Чистополь. Училась на историческом факультете МГУ. Окончила кафедру археологии в 1953 году (руководитель диплома А. В. Арциховский), в том же году поступила на работу в Институт истории материальной культуры АН СССР, где проработала всю жизнь.
В 1951 году была ее первая студенческая экспедиция в Новгороде.
В 1955 году вышла замуж за археолога Валентина Седова. В 1960 году у них родился сын, Владимир.
В 1972 году защитила кандидатскую диссертацию «Древнерусские города низовьев реки Клязьмы».
В 1990 году Марии Владимировне присвоено звание «Почетный гражданин Суздаля».
В 1992 году защитила докторскую диссертацию «Суздаль и его округа в X—XV вв.».
С 1992 по 1998 год Мария Владимировна возглавив Владимирскую экспедицию.
Она являлась постоянной участницей научно-методических советов по вопросам состояния и охраны памятников Суздаля.
Умерла 23 сентября 2004 года, похоронена на Новом Донском кладбище в Москве.

## Научная деятельность
В 1950-е годы участвовала в работах Новгородской археологической экспедиции под руководством А. В. Арциховского.
С 1957 года начинает исследование Владимирской земли. Провела раскопки в селе Пировы Городищи (Ярополч Залесский).
В 1974—1991 годах вела масштабные археологические раскопки в Суздале, его окрестностях, во Владимире.
Находки экспедиции под руководством Марии Владимировны доказали существование в XI—XIII веках оживленных торговых связей Суздаля со странами Запада и Востока.

## Семья
Муж — Седов В.В
Отец — В. А. Луговской — советский поэт-романтик — археолог
Мать — Т. Э. Груберт — искусствовед

## Основные работы
Монографии
- Ярополч Залесский / Отв. ред. А. В. Куза; Институт археологии АН СССР — М.: Наука, 1978.
- Ювелирные изделия древнего Новгорода (X—XV вв.) / Институт археологии АН СССР — М.: Наука, 1981.
- Суздаль в X—XV веках / Институт археологии РАН. — М.: Русский мир, 1997.

Статьи
- Седов В. В., Седова М. В. Раскопки во Владимирской земле // АО 1967 г. М., 1968, С. 55-57.
- Ювелирные изделия древнего Новгорода (Х-ХV вв.) // МИА, 1959. С. 223—261.
- Раскопки суздальских курганов в 1967 г . // КСИА, 1969. Вып. 120. С. 97-99.
- Ювелирные изделия из Ярополча Залесского. — КСИА, I97I,вып.129, с.70-76.
- О двух типах привесок-иконок Северо-Восточной Руси // Культура средневековой Руси. Л.: Наука, Ленингр.отделение, 1974. С. 191—194.
- Раскопки в Суздале. — АО 1974 г . , М., 1975. С.76-77.
- Раскопки в Суздале и Юрьеве-Польском // АО 1975, М.,1976. С.85-86.
- Седова М. В. и др. Работы в Суздале // АО 1976 г . , М., 1977. С. 69.
- Седова М. В. и др. Раскопки в Суздале // АО 1977 г . , М., 1978 С. 82.
- Седова М. В. и др. Раскопки в Суздале // АО 1978 г . , М., 1979. С. 88.
- Раскопки в Суздале // АО 1979 г . , М., 1980. С. 74-75.
- Раскопки в Суздале и Гороховце // АО 1980 г . , М.,1981, С. 79.
- Седова М. В., Беленькая Д. А. Окольный город Суздаля // Древнерусские города. М.: Наука, 1981. С. 95-115.
- Мельникова Е. А., Седова М. В. Штыхов Г. В. Новые находки скандинавских рунических надписей на территории СССР // Древнейшие государства на территории СССР-1981, 182—188
- Седова М.В, Сабурова М. А. Работы Владимиро-Суздальской экспедиции // АО 1982 г . , М., 1983, С.81-83.
- Работы в Суздале. АО 1981 г . , М., 1982. С. 86-87.
- Работы Владимиро-Суздальской экспедиции // АО 1982 г. М., 1983. С. 81-83.
- Седов В. В., Седова М. В. Древний Суздаль. Археологическое исследование // Вестник АН СССР, М., 1983. С.130-138.
- Изделия новгородских ювелиров X—XV // Декоративно-прикладное искусство Великого Новгорода: Художественный металл XI—XVI вв. М.: 1996.
- Украшения из меди и сплавов // Древняя Русь. Быт и культура (серия «Археология»). М.: 1997.